# 中国农工民主党江苏省委员会
中国农工民主党江苏省委员会，简称农工党江苏省委、江苏农工党，是中国农工民主党在江苏省的地方组织。